# Tyler Roberts
Tyler D'Whyte Roberts (Gloucester, 12 januari 1999) is een Welsh voetballer die doorgaans als aanvaller speelt. Hij tekende in 2018 bij Leeds United. In 2018 debuteerde hij voor Wales.

## Clubcarrière
Roberts debuteerde in 2016 in het eerste elftal van West Brom. In de eerste helft van het seizoen 2016/17 werd hij verhuurd aan Oxford United. Vanaf januari 2017 tot juni 2017 werd hij verhuurd aan Shrewsbury Town. Tijdens de eerste helft van het seizoen 2017/18 werd de Welsh international verhuurd aan Walsall. In januari 2018 werd Roberts voor een bedrag van 2,85 miljoen euro verkocht aan Leeds United.

## Interlandcarrière
In augustus 2018 werd hij door bondscoach Ryan Giggs voor het eerst opgeroepen voor Wales. Op 6 september 2018 debuteerde hij als international in de UEFA Nations League in het thuisduel tegen Ierland.